# Tielman Susato
Répertoire
chansons, chansons spirituelles, motets, messes.
Tielman Susato, né vers 1510-1515 et mort vers 1570, est un imprimeur-libraire en musique, instrumentiste et compositeur, peut-être originaire d'Allemagne, et actif à Anvers aux anciens Pays-Bas.

## Biographie

### Origines
On sait peu de choses sur les premières années de la vie de Susato. Son lieu de naissance a parfois été situé à Soestdijk, près d'Utrecht, ou à Soest, près de Dortmund en Westphalie, dans l'archevêché de Cologne, localité dont le toponyme latin est « Susatum », et auquel le nom de Susato peut faire référence. Cette seconde hypothèse paraît plus probable dans la mesure où, dans deux publications, Susato parle de lui-même comme de « Tilemannus Susato Agrippinus » (faisant allusion au toponyme latin de Cologne) ; en 1561, il est aussi décrit comme « Thielman Suzato, geboeren van Coelen » (né à Cologne) et en 1563 comme quelqu'un né hors du territoire de l'Empereur.
L’estimation de la date de naissance est fondée sur un document de 1565 où il est mentionné comme âgé d'environ 50 ans (« out omtrent L jaren »).
Certaines données indiquent qu'il était le fils de son homonyme (Thielmanssone, littéralement « fils de Thielman ») ; le père peut avoir été le musicien aveugle « Tielman dem blynden », mentionné dans une procession du Corpus Christi en 1508 à Cologne.
Une certaine confusion au sujet des origines de Susato a été causée par l'allusion qu'il fait au néerlandais comme « notre langue maternelle » dans son premier livre de chansons néerlandaises (1551) ; il ne faut toutefois pas perdre de vue à quel public cette édition était destinée et qu'à l'époque de la publication, Susato habitait depuis déjà plus de vingt ans à Anvers.

### Anvers
Les premières données sur la présence de Susato à Anvers remontent à 1529, quand il sert la confrérie de Notre-Dame en tant que maître écrivain. 
En 1531, il rejoint le groupe de musiciens de la ville, avec qui il joue jusqu'en 1549. Il est joueur de sacqueboute, de trompette, de cromorne, de flûte et de flûte à bec ; en tant qu'instrumentiste il joue souvent de la sacqueboute pendant les services du soir de la confrérie de Notre-Dame. Vers le milieu des années 1530, il épouse Elizabeth Peltz, la sœur du chef de la confrérie mariale. Le couple a trois enfants : Jacob, Clara et Catheryna. Il se peut que les paroles d'un madrigal de Lasso, découvert dans un manuscrit suédois, lui aient été dédiées à l’occasion de son mariage.  
En 1541, Susato conclut un partenariat avec deux imprimeurs anversois, Hendrik ter Bruggen et Willem van Vissenaken. C’est sans doute aussi à Susato que l'on s'est adressé pour compiler la première édition musicale anversoise imprimée en un seul passage : Quatuor vocum musicæ modulationes, publiée en 1542 à l'adresse de Vissenaken.
De 1543 à sa mort, Susato dirige un atelier de typographie musicale. À la suite d'une longue et complexe affaire judiciaire, il acquiert toutes les parts de l'entreprise. Vers 1543, il déménage dans une maison nouvellement construite, appelée « In den Cromhorn » (Au Cromorne) et établit une imprimerie dans la rue des Douze mois (Twaalfmaandenstraat).
Entre 1543 et 1561, il publie 22 livres de chansons (en deux séries), trois livres de messes, 19 livres de motets (en deux séries) et onze livres d'une série intitulée Musyck Boexken dont deux livres consacrés au répertoire de chansons profanes néerlandaises (ou « flamandes »), un livre de danses (pour la plupart des arrangements de chansons connues), et huit livres de souterliedekens (mises en musique du psautier complet et de quelques cantiques). De ces éditions, certaines ont été réimprimées par la suite, sous la même date que celle de la première édition.
Le 20 juillet 1543, Susato obtient un premier privilège d’imprimeur, accordé pour trois ans. Dès 1546, le privilège étant arrivé à expiration, il s’occupe de l’impression d’œuvres de musique sacrée, en publiant des séries consacrées aux messes et aux motets.
Un serment sur sa bonne conduite de chrétien, déposé le 30 juin 1546, suggère qu'il a été soupçonné d'hérésie. Un nouveau privilège, accordé en 1549 pour l'édition du Onzième de chansons, a nécessité une recommandation de Benedictus Appenzeller, le compositeur de la cour. Cette même année, Susato et plusieurs autres instrumentistes du groupe de musiciens de la ville sont licenciés par la ville en raison d'une infraction commise lors de l'entrée solennelle à Anvers de l'empereur Charles Quint et de son fils Philippe.
Susato a dû une partie de son succès dans les affaires à quelques hommes haut placés à qui il dédiait ses éditions musicales. Il est possible qu'il ait exploité un commerce d'instruments de musique. À différentes reprises, mais en vain, il essaye de s'associer avec d'autres imprimeurs de musique. Son fils Jacob, qui rejoint l’entreprise au plus tard en 1558, reprend l'atelier de son père quelques années encore mais meurt en 1564 ; de lui, on ne connaît qu’un seul ouvrage : Le Premier livre de chansons de Lassus de 1564. À tort, on a suggéré que Tylman mourut avant son fils et avant la vente de matériel d'impression à Christophe Plantin.
Une adresse sur les pages de titre des quatre derniers livres des Souterliedekens de 1561 indique qu’il a déménagé à Alkmaar, en Hollande-Septentrionale actuelle, et c’est là que sont rédigées ses dernières volontés, datées du 6 août 1564. Toutefois, les terres qu’il possède sont confisquées en 1567, avec celles des membres calvinistes de sa famille.

### Suède
Dès 1565, Susato, agissant en tant qu'émissaire, et son gendre Arnold Rosenberger sont impliqués dans les négociations concernant le mariage d'Éric XIV de Suède avec Renée de Lorraine. En 1567, il porte témoignage dans un procès, intenté contre l’émissaire principal en Lorraine, où il est blanchi de toute accusation. Il demeure en Suède, au moins jusqu'en 1570 ; on ignore s'il est mort sur place ou s'il est retourné aux Pays-Bas septentrionaux, où vivent sa fille et son gendre.

## L'imprimeur-libraire
L'officine de Susato est la première établie dans les Pays-Bas à connaître un certain succès dans l'édition musicale. Comme imprimeur-libraire, il est rejoint peu après par Pierre Phalèse à Louvain et par Christophe Plantin à Anvers ; les Pays-Bas deviennent alors un centre d'édition musicale très actif.
Ses livres de musique, le plus souvent de format in-quarto, in-quarto oblong ou in-octavo oblong, révèlent qu'il possédait deux polices de caractères de musique, utilisant toutes deux la technique de l'emboîtage. De la première, il fait usage jusqu'en 1551 et elle reste spécifique de son atelier ; la seconde est une police plus petite, aussi employée par les imprimeurs de musique du sud de l'Allemagne, de Bâle et de Lyon. Son équipement typographique était donc assez limité, ce qui n'étonne pas dans la mesure où ses années d'exercice ne couvrent que dix-huit ans. On ne lui connaît pas de caractère pour les tablatures instrumentales. Le contenu de son imprimerie sera inventorié en vue de la vente faite par la veuve de Jacob Susato à Christophe Plantin en 1565.
La plupart des publications de Susato sont des recueils d'œuvres de compositeurs actifs dans les anciens Pays-Bas et à la chapelle flamande de la cour impériale ; les livres de chansons et de motets étaient publiés dans des collections organisées selon le mode et le nombre des voix. Parmi les monographies (ouvrages d'un seul compositeur) figurent des éditions d'œuvres de Susato lui-même, ainsi que de Thomas Créquillon, Orlando di Lasso, Jacob Clemens non Papa et Josquin des Prés.

### Éditions publiées
Les numéros avec exposant renvoient au RISM Recueils imprimés, XVIe – XVIIe siècles.

#### Messes
- Liber primus [secundus, tertius] missarum, a diversis musicis compositionatum..., 1545-1546. Le premier livre à 5 voix, les deux suivants à 4 voix. 4 ou 5 vol. in-4° chacun.

RISM 15451, 15463-4 ; Meissner n° T.S.Miss.1 à 3. Sur les quinze messes, les compositeurs les plus représentés sont Thomas Créquillon (6 messes) et Lupus Hellinck (3).

#### Motets
- Liber primus [secundus, tertius, quartus] sacrarum cantionum, vulgo moteta vocant, ex optimis quibusquis huius aetatis musicis selectarum, 1546-1547. Les deux premiers à 5 voix les deux suivants à 4 voix. 4 ou 5 vol. in-4° chacun.

RISM 15466-7, 15475-6 ; Meissner n° T.S. Sacr.1 à 4. Parmi les 83 motets publiés, les compositeurs les plus représentés sont Thomas Créquillon (15 motets), Jacob Clemens non Papa (8), Benedictus Appenzeller, Pierre de Manchicourt et Jean Guyot de Châtelet (5 chacun).
- Liber primus [secundus, tertius etc. ... -XV] ecclesiasticarum cantionum quatuor [ou quinque] vocum vulgo moteta vocant, publiés entre 1553 et 1560, avec quelques rééditions. 4 ou 5 vol. in-4° obl. chacun.

RISM 15538-10, 12-16, 15548-9, 15558-9, 15573-4, 15583, 15604 ; Meissner n° T.S.Eccl.1 à 15. Le livre XV de 1558 (RISM L 763) contient uniquement des compositions de Roland de Lassus et le livre XIII (1557) est perdu. Les livres V-VIII sont transcrits dans The Sixteenth Century Motet, vol. XV-XVI.

#### Musique spirituelle
- Jacob Clemens non Papa, Souterliedekens, I-IV : het vierd [-sevenste] musyck boexken mit dry partie, waer inne begrepen syn XLI [-XXIX] psalmen van David... vol. I-IV, à 3 voix, 1556-1557. 3 vol. in-8° obl. chacun.

RISM C 2708 à 2711 ; Meissner T.S.Mb.4 à 7.
- Gerardus Mes, Souterliedekens V-VIII : het achtste [-elfste] musyckboeck met vier partien, à 4 voix, 1561. 4 vol. in-8° obl. chacun.

RISM M 2384 ; Meissner n° T.S.Mb. 8 à 11.
Cette collection des Souterliedekens, riche de huit volumes partagée entre Clemens non Papa et Mes, était destinée à la dévotion privée. Il s'agit de psaumes traduits en néerlandais.

#### Chansons néerlandaises
- Het I[-II] musyck boexken mit vier partyen daer inne Begrepen..., à 4 voix. 4 vol. in-8° obl.

RISM 155118-19, Meissner n° T.S.Mb.1 et 2. Édités dans Recent Researches in the Music of the Renaissance, CVIII (1997). 3 vol. in-8° obl.

#### Musique instrumentale
- Het derde musyck boexken... alderhande danserye, à 4 parties (1551). 4 vol. in-8° obl.

Inconnu du RISM ; Meissner n° T.S.Mb.3. Édités par F.J. Giesbert, Danserye zeer lustich... om spelen op alle musicale instrumenten, (Mayence, 1936). Fac-similé : Alamire, 1987, ed. Eugeen Schreurs et Martine Sanders.

#### Chansons françaises
- Vingt et six chansons chansons musicales & nouvelles à cincq parties, convenables tant à la voix comme aussi propices à jouer de divers instruments nouvellement imprimées.... 4 ou 5 vol. in-4° obl.

RISM 154315 ; Meissner n° T.S.26.
- Le Premier [-Quatorzième] livre des chansons à quatre parties auquel sont contenues trente-et-une nouvelles chansons, convenables tant à la voix comme aux instruments..., 1543-1560, avec quelques rééditions. Chansons de 4 à 8 voix.

RISM 154316, 154410-13, 154514-17, 154929, 155013-14, 155519 = L 755, 15589, 15604 ; Meissner n° T.S.1 à 14.
Le Septiesme livre (1545) contient des chansons de Josquin des Prés ; qu'il soit publié 24 ans après la mort du compositeur et qu'il constitue la première impressioon de 23 de ses chansons a soulevé des questions concernant la provenance de ces œuvres et l'exactitude des attributions.
Le 14e livre de cette collection est entièrement consacré en 1555 à des chansons, madrigaux, villanesche et motets de Roland de Lassus ; on l'a désigné comme « l'opus 1 » de ce compositeur (RISM L 755).
- Premier livre des chansons à trois parties auquel sont contenues trente et une nouvelles chansons..., à 2 et 3 voix, (1544). 3 vol. in-8° obl.

Inconnu du RISM ; Meissner n° T.S.2/3.
- La Fleur des chansons... livre I[-VI] à quatre parties, contenant XXXI nouvelles chansons, propices à tous instruments musicaulx.... Tous parus en 1552, à 3 ou 4 parties. 3 ou 4 vol. in-4° obl.

RISM [1552]7-11 ;Meissner n° T.S.Fleur 1 à 6. Le livre III (1552) entièrement consacré aux œuvres de Susato et perdu. 79 chansons sont éditées dans The Sixteenth-century chanson, vol. XXIX-XXX (1994).

## Le compositeur
En tant que compositeur, Susato écrit plus de 90 chansons, dont beaucoup parodient des modèles français et néerlandais (« flamands ») bien connus. Deux livres (de 1544 et de 1552) contiennent des mises en musique didactiques à deux et trois parties ; d'autres harmonisations pour un plus grand nombre de voix sont des parodies étendues de style imitatif de chansons célèbres. Beaucoup de chansons de Susato sont réparties en groupes d’œuvres musicalement et textuellement apparentées, appelées « responces » ou « replicques », tandis que la collection de danses (1551) présente des arrangements simples à quatre voix, dans un style homophone, de chansons bien connues. Ses motets sont bien conçus, dans l’esprit de la polyphonie imitative ; l'hymne In illo tempore (1545) constitue la base de la seule messe que l’on connaisse de lui, tandis que son motet Salve quæ roseo decora (1540) est une œuvre de circonstance à la gloire de la ville d'Anvers. 

### Ses oœuvres

#### Messe
- Missa ‘In illo tempore’, à cinq voix, dans RISM 15463.

#### Motets
- Domine da nobis, à quatre voix, dans RISM 15452.
- Fili quid fecisti, à quatre voix, dans RISM 15427.
- In illo tempore, à cinq voix, dans RISM 15453.
- Musica domum Dei optime, à six voix, dans RISM 15407.
- Nihil homini firmum, à deux voix, dans RISM 154916.
- Peccata mea Domine, à cinq voix, dans RISM 15549.
- Salve quæ roseo decora serto, à cinq voix, dans RISM 15466, éd. A. Tirabassi (Bruxelles, 1923).

#### Musique spirituelle
- Dix Souterliedekens, à trois voix, dans Het IV-VII musyck boexken (1556-1557).

#### Chansons françaises
- Premier livre des [31] chansons, à deux et à trois voix (1544), édités par A. Agnel (Paris, 1970-1971).
- Tiers livre des [30] chansons, à deux et à trois voix (1552 ?).
- Trente chansons de quatre à six voix , dans RISM 154315, 154316, 154410, 154412, 154514, 154929, 15527, 15528, dont 11 sont éditées dans la série Sixteenth-century music, XXIX-XXX (1994).

#### Chansons néerlandaises
- Six chansons néerlandaises (ou « flamandes ») dans Het I-II Musyck boexken, RISM 155118-19, éd. dans Recent Researches in the Music of the Renaissance, 1997.

#### Pièces instrumentales
- Treize basses danses, quinze gaillardes, six pavanes, huit allemandes, neuf rondes et dix autres danses dans Het derde musyck boexken... alderhande danserye (1551).